# 막부말Rock
막부말Rock(幕末Rock)은 일본의 소셜 게임 등을 서비스하고 있는 회사 마벨러스가 발매한 플레이스테이션 포터블 전용의 게임이다.